# Мазиньо
Иома́р ду Насиме́нту (порт. Iomar do Nascimento; род. 8 апреля 1966, Санта-Рита, Параиба), более известный как Мази́ньо (порт. Mazinho) — бразильский футболист и футбольный тренер. В качестве игрока выступал в Бразилии за клубы «Санта-Круз», «Васко да Гама», «Палмейрас» и «Витория», в Италии — за «Лечче» и «Фиорентину», в Испании — за «Валенсию», «Сельту» и «Эльче».
В составе сборной Бразилии с 1989 по 1994 год провёл 35 матчей. Обладатель Кубка Америки 1989, участник чемпионата мира 1990, чемпион мира 1994 года.
Отец игрока сборной Бразилии Рафиньи и игрока сборной Испании Тьяго Алькантары.

## Биография
Начинал игровую карьеру в клубе «Санта-Круз» из города Ресифи. В 1986 году стал игроком «Васко да Гамы», в составе клуба дважды выигрывал Лигу Кариоки и один раз чемпионат Бразилии.
В начале 1990-х отправился в Италию, выступал за «Лечче» и «Фиорентину». В 1992 году вернулся в бразильский чемпионат, став игроком «Палмейраса». Завоевал с командой несколько титулов, в том числе выиграл ещё два титула чемпиона Бразилии.
После нескольких лет в «Палмейрасе» в 1994 году вновь отправился в Европу, но на этот раз в Испанию. Сначала выступал за «Валенсию», а затем отыграл несколько сезонов за «Сельту», проведя за клуб в Примере более 100 матчей. После «Сельты» отыграл один сезон за «Эльче», выступая в Сегунде, второй по значимости лиге.
Завершил карьеру в 2001 году в бразильском клубе «Витория». За всю карьеру Мазиньо провёл более 500 матчей. Трижды, в 1987, 1988 и 1989 годах он получил бразильский «Серебряный мяч» (порт. Bola de Prata) как один из лучших игроков чемпионата своей страны.
В январе 2009 года Мазиньо стал главным тренером греческого клуба «Арис», заменив на этом посту предыдущего тренера Кике Эрнандеса. В ноябре он покинул пост главного тренера.

## Достижения
- Чемпион Лиги Кариока 1987, 1988
- Серебряный призёр Олимпиады-88
- Чемпион Бразилии 1989, 1993, 1994
- Обладатель Кубка Америки 1989
- Чемпион Лиги Паулиста 1993, 1994
- Победитель Турнира Рио-Сан Паулу 1993
- Чемпион мира 1994